# Cynarin
Cynarin ist ein Naturstoff, der in vielen Pflanzen vorkommt. Chemisch gesehen handelt es sich um eine Caffeoylsäure und einen Ester aus Chinasäure und zwei Kaffeesäuremolekülen.
Cynarin ist ein Depsid und biologisch aktiver Bestandteil von Artischocken (Cynara cardunculus). Es werden viele gesundheitsfördernde Wirkungen von Cynarin beschrieben. Es wirkt unter anderem als Antioxidans und wird bei der Behandlung von Verdauungsstörungen eingesetzt. Zudem können cynarinhaltige Lebensmittel bewirken, dass im Anschluss konsumierte Lebensmittel süßer schmecken. Diese Wahrnehmung wurde bisher jedoch nur an Wasser empirisch bestätigt.

## Vorkommen
Cynarin ist vor allem in Pflanzen enthalten. Die Verbindung ist besonders als Bestandteil von Blättern und Herzen von Artischocken der Art Cynara cardunculus bekannt, obwohl die Konzentration von Cynarin in denselben gering ist.  Auch andere Pflanzen enthalten Cynarin, wie z. B. die Acker-Kratzdistel, der Essigbaum, der Purpur-Sonnenhut oder das Hain-Greiskraut.

### Pflanzen, die Cynarin enthalten (Auswahl)

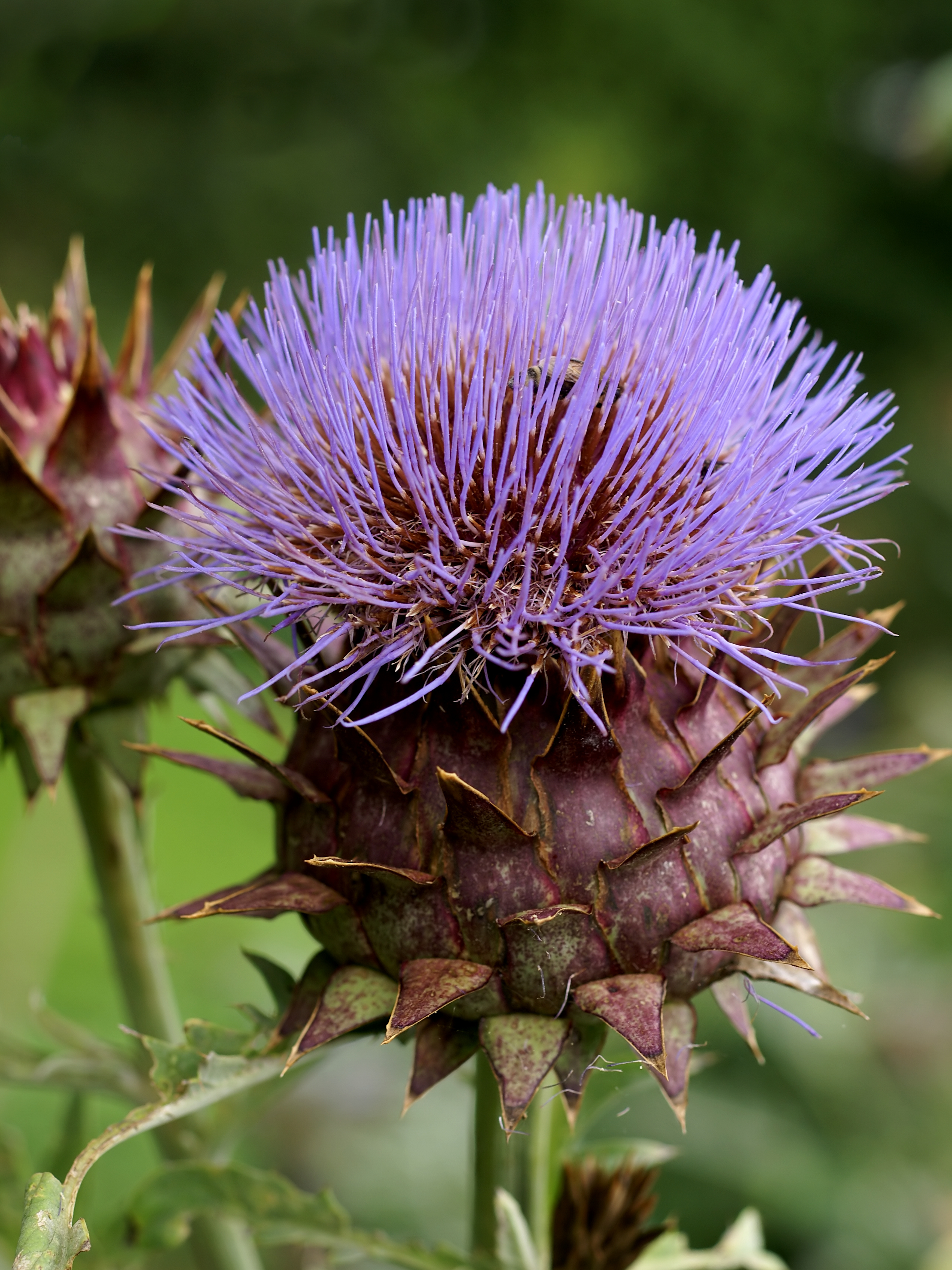
Artischocke (Cynara cardunculus)
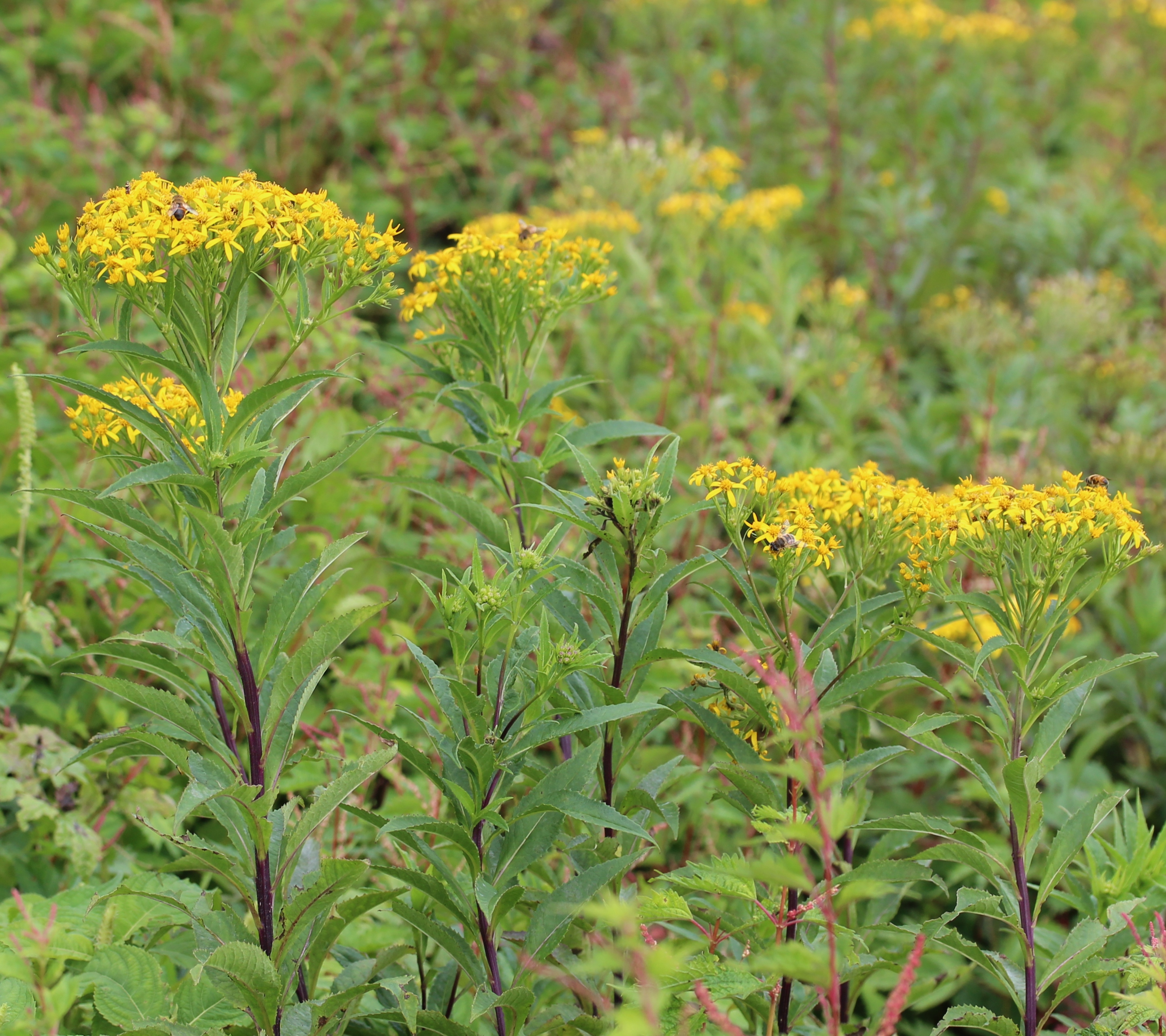
Hain-Greiskraut (Senecio nemorensis)
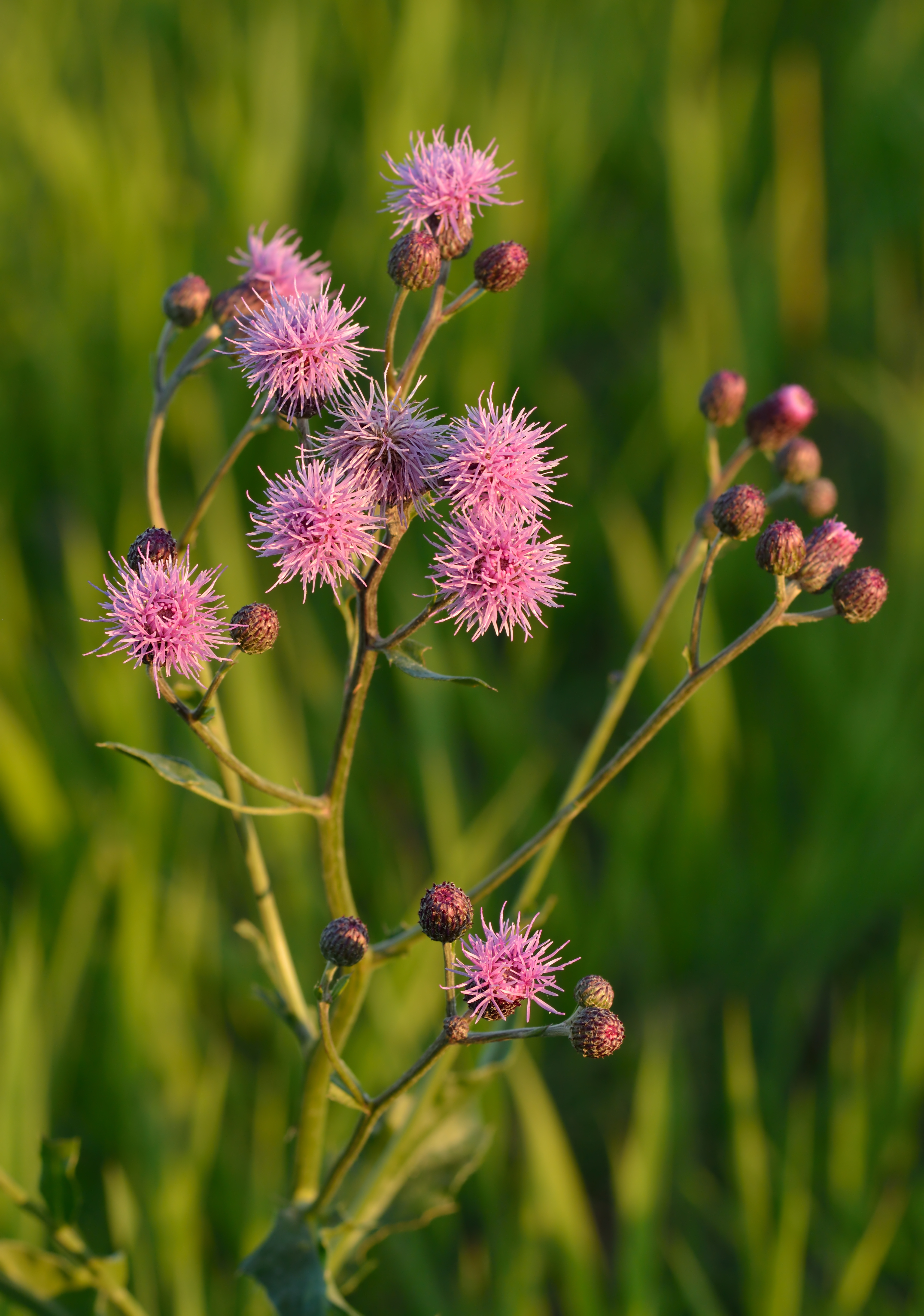
Acker-Kratzdistel (Cirsium arvense)
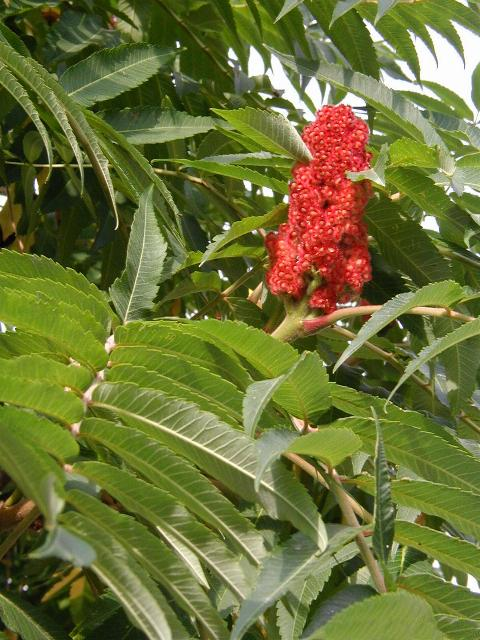
Essigbaum (Rhus typhina)
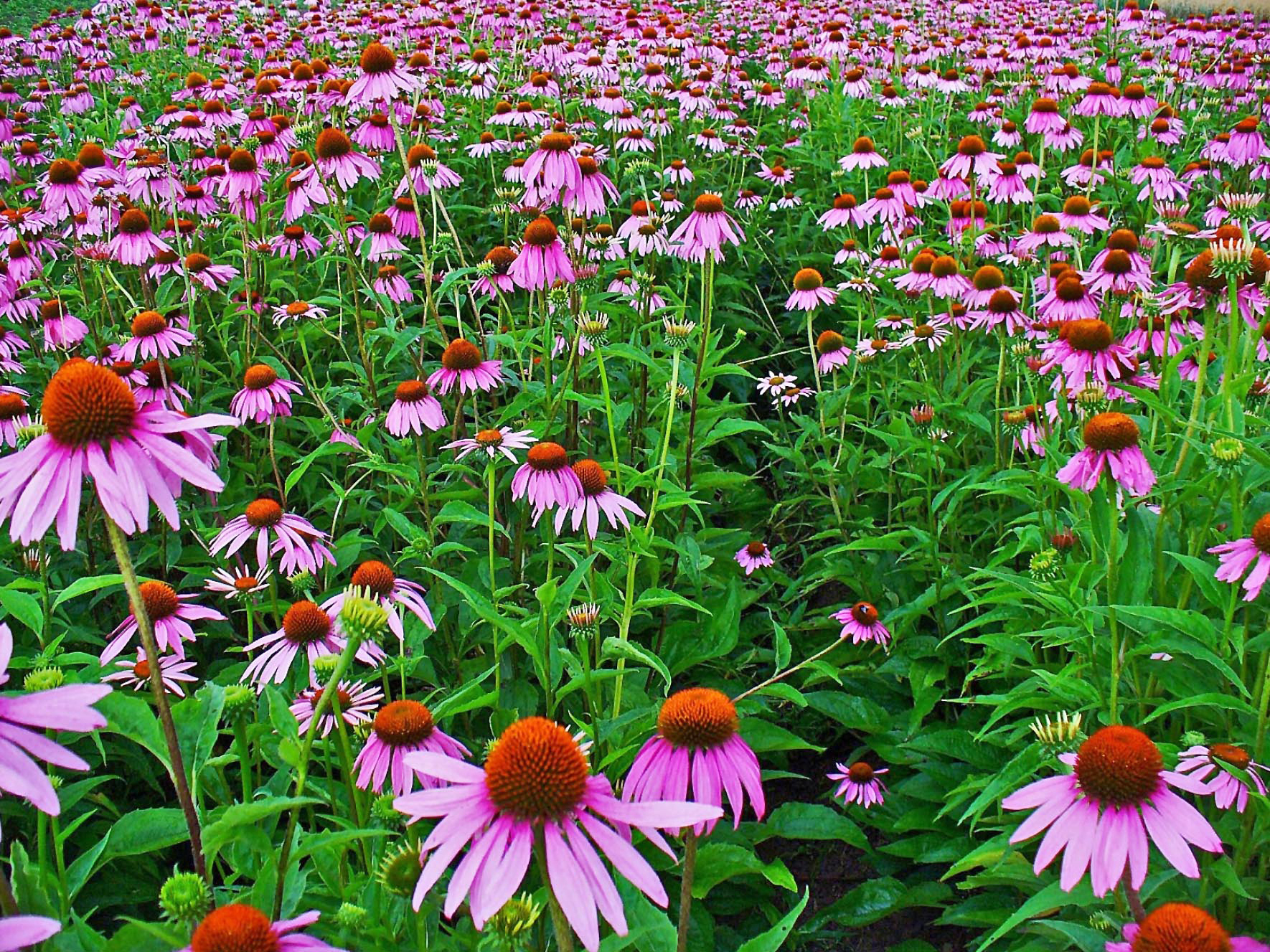
Purpur-Sonnenhut (Echinacea purpurea)

## Eigenschaften

### Chemische Eigenschaften
Cynarin ist zwar wasserlöslich, löst sich jedoch besser in alkoholischen Lösungen und Essigsäure. Kristallines Cynarin kann als farbloser Feststoff in Nadelform erhalten werden. Die Verbindung ist eine schwache Säure und optisch aktiv {Drehwert [α]D25 = – 59° (c = 2; Methanol)}. Sie kann leicht mit Bariumhydroxid und Bleiacetat zu einem gelben Feststoff oxidiert werden. Cynarin ist ein Tri-Depsid, sodass die Bausteine der Verbindung (Kaffeesäure und Chinasäure) durch Verseifung mit verdünnter Natronlauge gewonnen werden können.

### Physiologische Eigenschaften
Heutzutage werden Pflanzen wie Artischocken mit stark erhöhtem Wirkstoff-Gehalt (z. B. Cynarin) gezielt angebaut, um diese für pharmazeutische Zwecke zu verwenden. In Bezug auf die lipidsenkende Wirkung von Artischockenextrakten galt es lange als Hauptwirkstoff. Heute ist bekannt, dass diese Eigenschaft primär auf Luteolin zurückzuführen ist. Cynarin wurde auch als hauptsächlich wirkendes Antioxidans in Artischocken angenommen, was inzwischen durch andere phenolische Inhaltsstoffe (Flavonoide, Hydroxyzimtsäurederivate) begründet wird. Dennoch wirkt es, zusammen mit anderen Inhaltsstoffen wie Chlorogensäuren lipidsenkend und choleretisch. Zudem bindet es freie Radikale und wirkt (wenn auch nicht als Hauptwirkstoff) antioxidativ. Außerdem steigert es die Sekretion von Gallenflüssigkeit, was zu den wesentlichen Wirkprinzipien bei der Behandlung von Verdauungsstörungen gilt. Dies wurde sowohl durch pharmakologische Tests als auch durch klinische Studien bestätigt. Obwohl Cynarin ein Bitterstoff ist, modifiziert es die Zunge, sodass im Anschluss konsumierte Lebensmittel süßer schmecken können. Hierfür sind die Kaliumsalze des Cynarins verantwortlich, wobei der zugrundeliegende Mechanismus nicht erforscht ist. Dieses Phänomen ist von anderen Lebensmitteln bekannt, die Dauer der Wirkung ist bei Cynarin jedoch erhöht.

## Biosynthese
Die Biosynthese von Cynarin kann indirekt oder direkt erfolgen. Die indirekten Varianten gehen von Phenylalanin aus, welches auf unterschiedlichen Wegen enzymatisch über unterschiedliche Caffeoylsäuren zu Cynarin synthetisiert werden kann. Chinasäure ist dabei ein Zwischenprodukt. Diese kann aber auch direkt mit dem Koenzym Caffeoyl-CoA zu Chlorogensäure acyliert werden. Durch eine weitere Acylierung zu 1,5-O-Caffeoylchinasäure und anschließende Umesterung entsteht Cynarin:

## Verwendung
Cynarin sowie andere Wirkstoffe von Artischocken (z. B. Chlorogensäuren) werden wegen ihrer antioxidativen, choleretischen und lipidsenkenden Wirkung als Extrakte in der Pharmakologie eingesetzt. Cynarinhaltige Arzneipflanzen und Arzneipflanzen mit ähnlichen Inhaltsstoffen werden in der japanischen und koreanischen Tradition zur Behandlung von Entzündungen und allergischen Erkrankungen verwendet.